# رافائل آتویان
رافائل گغامی آتویان (ارمنی: Ռաֆայել Գեղամի Աթոյան؛ زاده ۳۱ ژانویهٔ ۱۹۳۱ - درگذشته ۳ ژوئیهٔ ۲۰۱۴) نقاش اهل ارمنستان بود.

## زندگی‌نامه
وی در ۳۱ ژانویهٔ ۱۹۳۱ در گیومری در به دنیا آمد و از آکادمی دولتی هنرهای زیبای ارمنستان و کالج دولتی هنرهای زیبای پانوس ترلمزیان فارغ‌التحصیل گشت. وی عضو اتحادیه نقاشان ارمنستان بود. وی همچنین برنده جوایزی همچون نقاش شایسته ارمنستان شوروی و مدال طلای وزارت فرهنگ جمهوری ارمنستان شد. وی در ۳ ژوئیهٔ ۲۰۱۴ در سن ۸۳ سالگی در فرزنو، کالیفرنیا درگذشت.